# 陶尔瑙梅劳
陶尔瑙梅劳，是匈牙利赫维什州所辖的一个村。总面积28.26平方公里，总人口1619，人口密度57.3人/平方公里（2011年1月1日）。